# Skansen Kronan
Skansen Kronan är en försvarsanläggning från slutet av 1600-talet på Risåsberget i Göteborg. Den är ett statligt byggnadsminne sedan den 25 januari 1935 och förvaltas av Statens fastighetsverk. Idag används skansen som festlokal och kafé, samt för olika evenemang. Byggnaden reser sig 87 meter över havet, och är 33 meter hög.

## Historik
Åren 1639–1641 anlades en förskansning med jordvallar på Risåsberget (egentligen Rysåsen (Ryssååhsen 1624, Rysåhs 1644 och Rysås 1816 efter egendomen Rydet [av ryd, röjd mark]) som då kallades Ryssåsens skans eller Juteskrämman.
Av militära strategiska skäl höggs all skog ner på Ryssåsen 1650, och därefter tillkom också en del murverk, samt ett batteri som lades på bergets högsta topp. Det var Johan Wärnschiöldh som några år före sin död hade hand om detta arbete. Men skansen förföll och ersattes av den nuvarande, ritad av Erik Dahlbergh, vars grundsten lades den 9 juni 1687 sedan ritningarna godkänts av kung Karl XI. Dagens befästningsverk uppfördes 1687–1689 under ledning av Olof Örnehufvud och kapten Carl Magnus Stuart samt efter ritningar av Erik Dahlbergh.
Skansen Kronan tjänade som fängelse år 1854, då nära tvåhundra fångar flyttades över från Karlstens fästning i Marstrand, flera av dem dömda till livstid. År 1874 fungerade skansen som nödbostad för den snabbt ökande befolkningen. Göteborg köpte Risåsberget, som även kallas Skansberget, av staten 1925, för 74 491 kronor och 18 öre.  
I början av 1900-talet inrymdes Göteborgs Militärmuseum med historiska vapen och uniformer i byggnaden. I samband med detta genomfördes en total renovering, vilken var avslutad vid museets öppnande den 23 november 1904. Initiativtagare till både museet och renoveringen var major Claes Grill. Museet stängdes i september 2004 och samlingarna flyttades över till Stadsmuseets lager.

## Fästningen

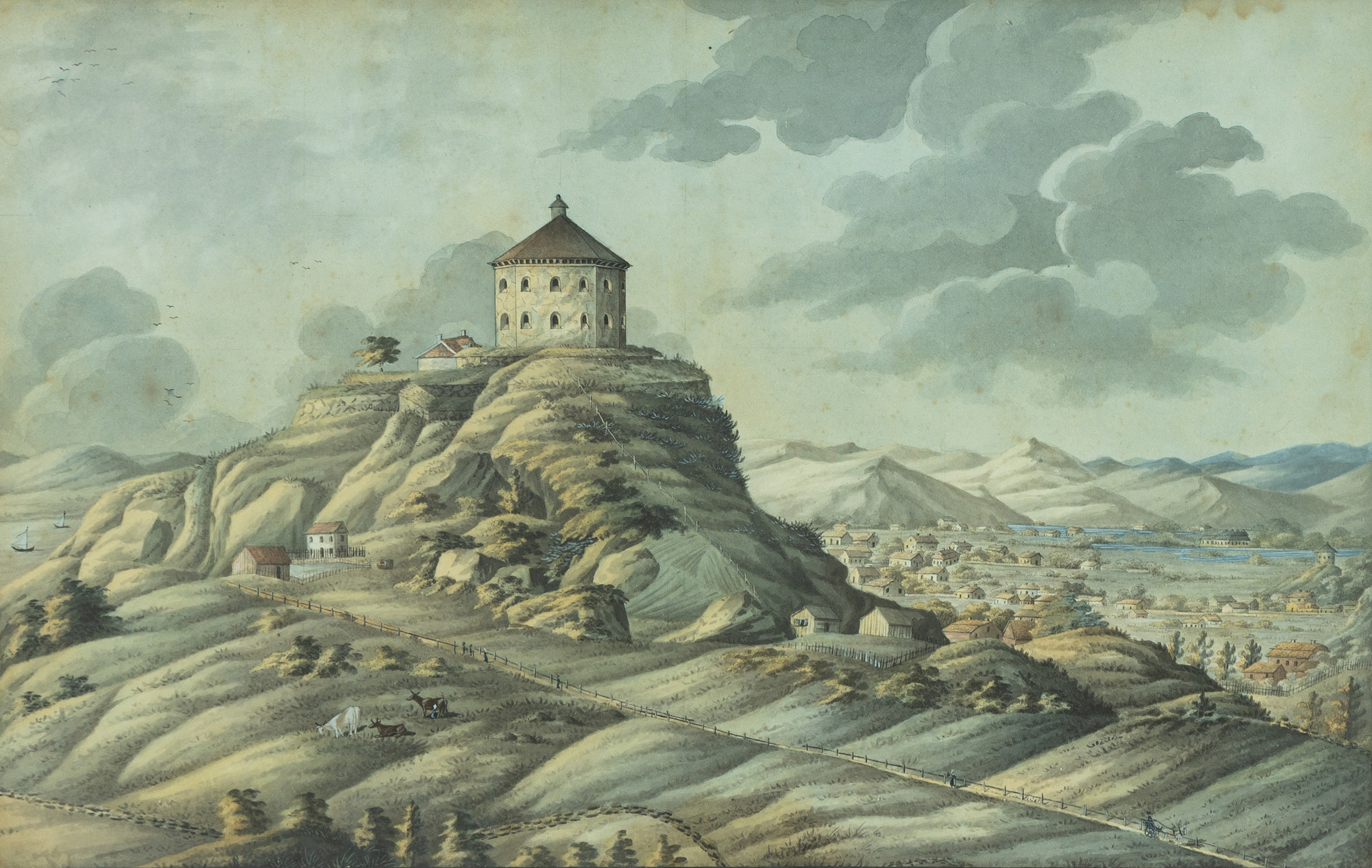
Skansen Kronan med Risåsberget på en akvarell målad den 18 september 1816 av Carl Gustaf Ulfsparre.

Skansen består av ett åttkantigt torn där varannan sida är smalare än de andra. Murarna av gråsten är sju meter tjocka. Den första våningen var avsedd för kanoner och den andra för eldvapen. Där finns nu fyrtio rundbågade gluggar i två horisontallinjer och mellan taklistkonsolerna av granit finns också en rad skottgluggar. På taket uppsattes 1697 en krona av trä, klädd med förgylld koppar, så stor att den kunde rymma tolv personer, utförd av bildhuggaren Marcus Jäger den äldre. Den ersattes vid en renovering 1738 med en krona av endast trä, men 1899 fick skansen åter en krona av förgylld koppar som rymde 14 personer och var tillverkad på Kiellerska Mekaniska Verkstaden. Den 12 juni 1806 blåste hela koppartaket av och först 1816 skickade Kungl. Maj:t "...892 RD 40 Sk.Banco, att användas till ett så beskaffadt tjäradt trädtak, i stället för det förut af koppar...".
I en av murarna fanns en bågformig port, som ännu står på sin plats. Den fick år 1839 två stenlejon som prydnad, då Kungsporten revs ner.   
Tornet är uppfört i fyra våningar med kanonsalar eller kasematter i de två mellersta. Översta våningen försågs med skottgluggar för infanteri, och i nedervåningen blev det krutmagasin, logement och en ugn att tillverka kanonkulor i.
Mellan skansen och huvudfästningen – staden inom vallgraven – låg en kaponjär som hade en förbindelsegång med försvarsverk och vattengrav på båda sidor. Den stod färdig 1692, och förbindelser fanns då mellan Skansen Kronan och bastionen Christina Regina, varifrån en underjordisk gång ledde till bastionen på Lilla Otterhällan. 
Kring Skansen Kronan anlades 1912 Skansparken, med en yta av cirka 2 hektar. Parken kom till genom en utdelning av 130 000 kronor ur Charles Felix Lindbergs donationsfond.
Till vänster om uppgången till tornets översta våning finns en portalsten som kommer från Borgerskapets kasern. Den bär följande inskription:
CASERNE
UNDER
KONUNG GUSTAF IV ADOLPH:S
REGERING
PÅ BORGERSKAPETS BEKOSTNAD
UPPFÖRD
ÅR 1798
På en lodrät häll i bergklacken omedelbart norr om tornet är Oscar II:s namnteckning inhuggen, vilken han skrev vid ett besök på platsen söndagen den 3 september 1905.

### Kaponjärtrappan
Där "kaponjärtrappan" sträcker sig upp mot Risåsen ska enligt legenden Karl XII vid ett tillfälle ha ridit uppför berget. Detta skedde då han besiktigade skansen. Som minne av denna händelse är ovanför porten i den norra kurtinen insatt en sten med inskriptionen "Carl XII Stig". Namnet nämns tidigast 1864 som Karl XII:s Väg.

### Vaktstugan
En vaktstuga på bergets nordvästra sida uppfördes kring 1904. Den innehöll ursprungligen bostäder för en underofficer och en parkvakt. Fastighetsbeteckningen är Haga 715:2. Det är ett stenhus i två våningar med två separata lägenheter. Ena hörnet av byggnaden är utformad i en tornliknande stil.
Vid sekelskiftet 1900 tog fortifikationsbefälhavaren Claes Grill initiativet till en upprustning av Risåsberget, som fridlystes och området omkring skansen planerades. Samtidigt ordnades vägar och planteringar runt om på Skansberget som fick namnet Skansparken. I samband med att skansen 1904 invigdes till militärmuseum, uppfördes vaktstugan som ritades av Claes Grill själv 1901. Byggnadens utformning med naturstensfasader och torn anknyter väl till den gamla fästningen.
Områdesbeteckningen är "Allmän platsmark." Vaktstugan ligger inom det skyddsområde som är avgränsat kring byggnadsminnesmärket Skansen Kronan. Byggnaden bedömdes 1987 av Historiska museet: Byggnaden är en värdefull del av miljön och har kulturhistoriskt värde genom sitt samband med restaureringen av Skansen Kronan. Fastighetskontoret ansåg att: Denna karakteristiska byggnad får anses kulturellt värdefull trots sin tämligen ringa ålder.

## Skyddsföreskrifter
Regeringen har fastställt vissa avgränsningar och skyddsföreskrifter som gäller för byggnadsminnet Skansen Kronan:
1. Området kring skansen ska vårdas och underhållas så att det inte ytterligare växer igen. Befästningsvallarna får inte tas bort, övertäckas eller på annat sätt förändras.
2. Inom byggnadsminnet får inga nya byggnader uppföras.
3. Skansen får inte rivas. Den får heller inte byggas om eller byggas till på ett sätt som ändrar dess enhetliga, slutna karaktär. Brunnen och de tre portarna i anslutning till skansen ska bibehållas.
4. Ändring av eller ingrepp i skansens stomme får inte göras. Med stomme avses bärande murar och annan bärande konstruktion samt bjälklag och pelare.
5. Skansens planlösning får inte förändras.
6. Fasta inredningsdetaljer i skansen som synliggör den militära funktionen såsom taljan, golvluckor och övriga rester av anordningar för transport av utrustning ska bibehållas.
7. Soldattorpet får inte rivas, byggas till eller på annat sätt förändras till det yttre.
8. Byggnaderna ska vårdas och underhållas med material och metoder som är anpassade för deras egenart.

## Bilder

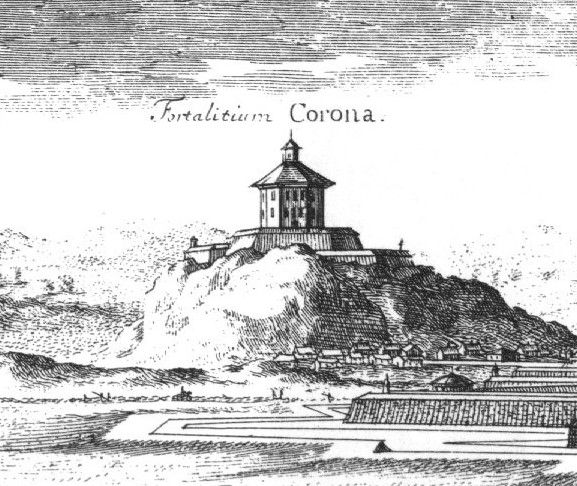
Skansen Kronan, detalj ur Suecia antiqua et hodierna.
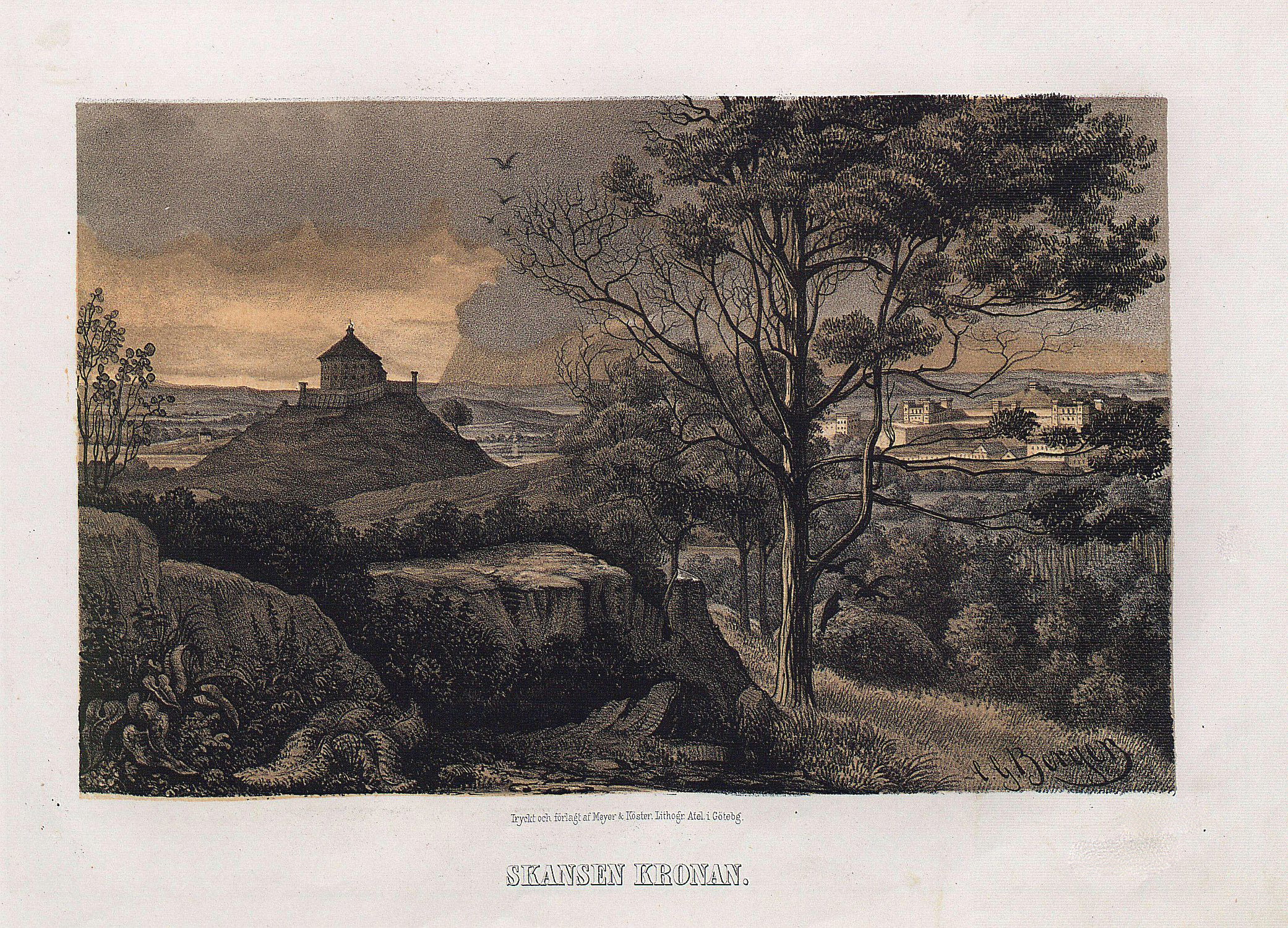
Skansen Kronan på litografi i planschverk från 1859.
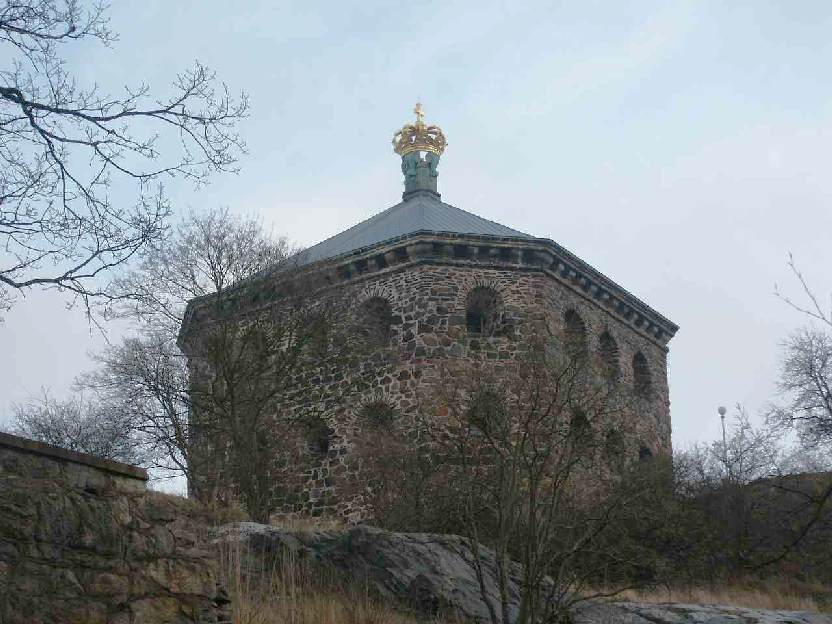
Skansen Kronan sedd nedanför vallen
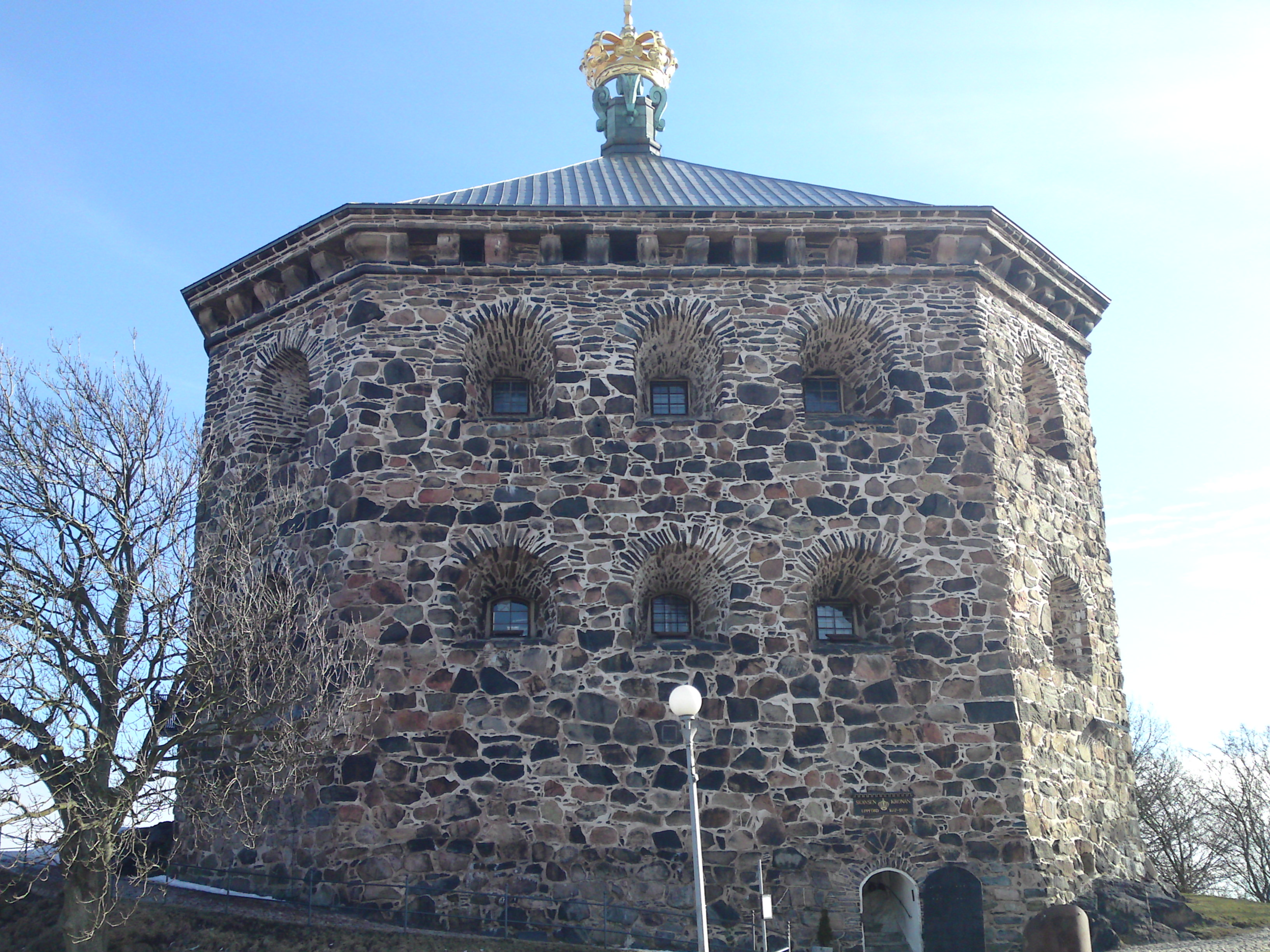
Skansen Kronan sedd norrifrån.
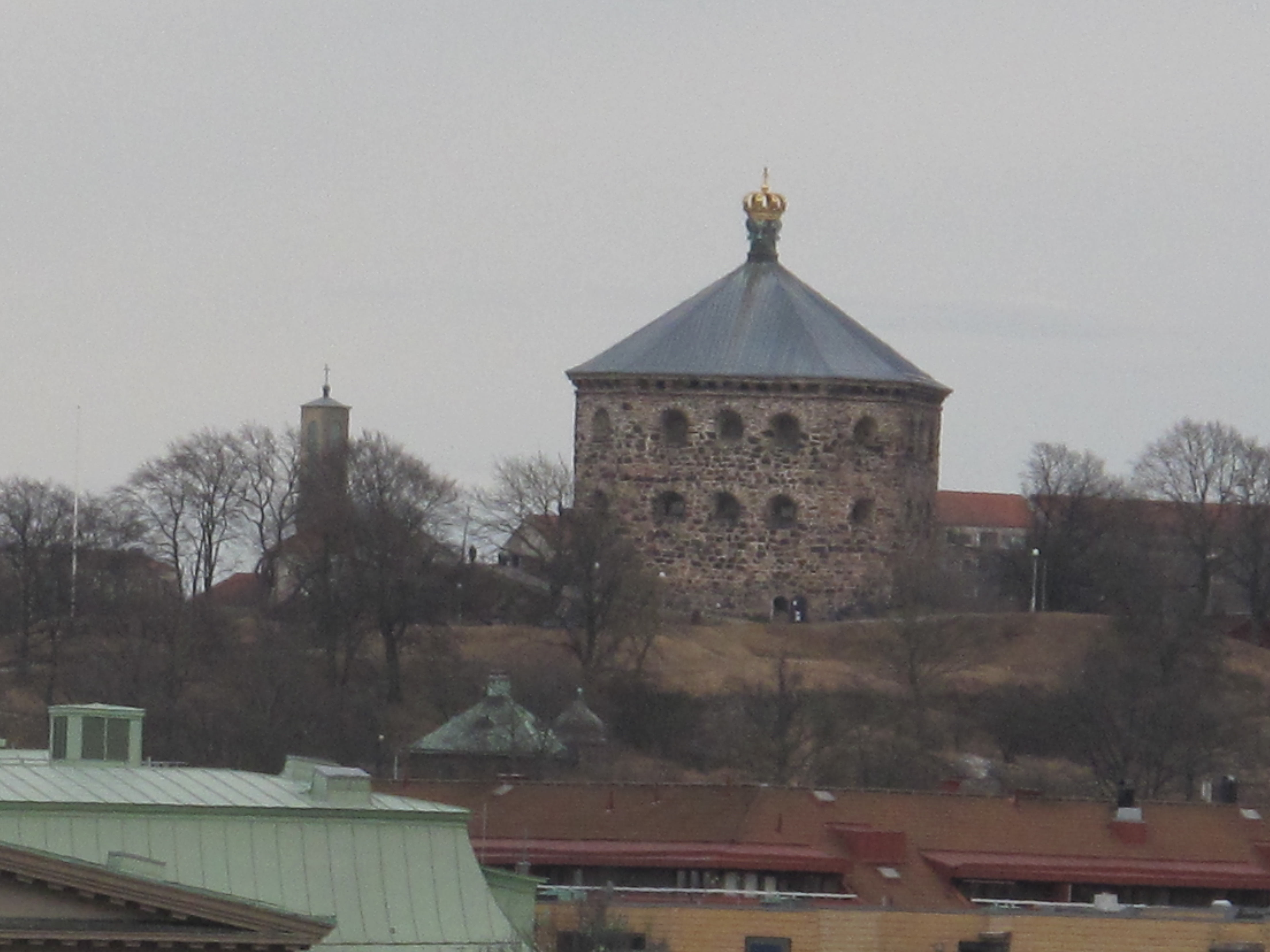
Skansen Kronan sedd från Göta älv.